# Danh sách di sản văn hóa Tây Ban Nha được quan tâm ở tỉnh Ávila
Danh sách di sản văn hóa Tây Ban Nha được quan tâm ở Ávila (tỉnh).

## Các di tích chưa rõ ràng
| Tên                                                        | Dạng                                                                                 | Địa điểm                             | Tọa độ                                            | Số hồ sơ tham khảo? | Ngày nhận danh hiệu? | Hình ảnh                                                                                                 |
| ---------------------------------------------------------- | ------------------------------------------------------------------------------------ | ------------------------------------ | ------------------------------------------------- | ------------------- | -------------------- | --- |
| Nhà thờ Nuestra Señora Asunción (Adanero)                  | Di tích Kiến trúc tôn giáo Kiểu: Baroque Thời gian: Thế kỷ 13 đến Thế kỷ 17          | Adanero                              | 40°56′39″B 4°36′14″T / 40,944222°B 4,603958°T     | RI-51-0009141       | 10/12/1998           | Iglesia Parroquial de Nuestra Señora de la Asunción (Adanero) · Upload image                             |
| Tu viện Monjas                                             | Di tích Kiến trúc tôn giáo Kiểu: Kiến trúc Gothic Thời gian: Thế kỷ 16 đến Thế kỷ 18 | Aldeanueva de Santa Cruz             | 40°22′53″B 5°25′14″T / 40,38145°B 5,42053°T       | RI-51-0007397       | 11/03/1993           | Antiguo Convento de las Monjas · Upload image                                                            |
| Lâu đài Arenas San Pedro                                   | Di tích Lâu đài                                                                      | Arenas de San Pedro                  | 40°12′36″B 5°05′31″T / 40,209901°B 5,091863°T     | RI-51-0000388       | 03/06/1931           | Castillo de Arenas de San Pedro o Castillo de la Triste Condesa · Upload image                           |
| Capilla Real San Pedro Alcántara                           | Di tích Nhà thờ                                                                      | Arenas de San Pedro                  | 40°13′53″B 5°04′39″T / 40,231517°B 5,077511°T     | RI-51-0003891       | 26/10/1972           | Capilla Real de San Pedro de Alcántara · Upload image                                                    |
| Cung điện Mosquera                                         | Di tích Palacio                                                                      | Arenas de San Pedro                  | 40°12′43″B 5°05′22″T / 40,211964°B 5,089478°T     | -                   | 16/08/2012           | Palacio de la Mosquera · Upload image                                                                    |
| Puente Medina                                              | Di tích Cầu                                                                          | Arévalo                              | 41°04′02″B 4°43′23″T / 41,067316°B 4,72307°T      | RI-51-0004962       | 19/10/1983           | Puente de Medina · Upload image                                                                          |
| Nhà thờ San Martín (Arévalo)                               | Di tích Nhà thờ                                                                      | Arévalo                              | 41°03′56″B 4°43′08″T / 41,065536°B 4,718843°T     | RI-51-0000389       | 03/06/1931           | Iglesia de San Martín (Arévalo) · Upload image                                                           |
| Nhà hoang Lugareja                                         | Di tích Nhà thờ                                                                      | Arévalo Lugareja                     | 41°02′53″B 4°43′37″T / 41,048169°B 4,726825°T     | RI-51-0000390       | 03/06/1931           | Iglesia de Santa María (La Lugareja) · Upload image                                                      |
| Nhà thờ Santa María Mayor (Arévalo)                        | Di tích Nhà thờ                                                                      | Arévalo                              | 41°03′53″B 4°43′09″T / 41,064598°B 4,719121°T     | RI-51-0011341       | 03/06/1931           | Iglesia de Santa María la Mayor · Upload image                                                           |
| Nhà thờ San Miguel (Arévalo)                               | Di tích Nhà thờ                                                                      | Arévalo                              | 41°03′56″B 4°43′18″T / 41,065472°B 4,721804°T     | RI-51-0001196       | 24/10/1991           | Iglesia de San Miguel (Arévalo) · Upload image                                                           |
| Arévalo#Monumentos và lugares interés                      | Khu phức hợp lịch sử                                                                 | Arévalo                              | 41°03′53″B 4°43′14″T / 41,064679°B 4,720527°T     | RI-53-0000109       | 21/03/1970           | Conjunto Histórico de Arévalo · Upload image                                                             |
| Cung điện Bracamonte (Palacio Santa Cruz)                  | Di tích Kiến trúc dân sự Thời gian: Thế kỷ 16                                        | Ávila Plaza de Fuente el Sol         | 40°39′29″B 4°41′56″T / 40,658087°B 4,698966°T     | RI-51-0004314       | 07/12/1978           | Palacio de Santa Cruz o de Bracamonte · Upload image                                                     |
| Cung điện Verdugo                                          | Di tích Cung điện                                                                    | Ávila                                | 40°39′26″B 4°41′53″T / 40,657288°B 4,698005°T     | RI-51-0004346       | 09/03/1979           | Palacio de los Verdugo · Upload image                                                                    |
| Nhà thờ San Nicolás Bari (Ávila)                           | Di tích Nhà thờ                                                                      | Ávila                                | 40°39′06″B 4°42′09″T / 40,651774°B 4,702401°T     | RI-51-0004413       | 22/02/1980           | Iglesia de San Nicolás de Bari · Upload image                                                            |
| Real Tu viện Santa Ana                                     | Di tích Tu viện                                                                      | Ávila                                | 40°39′23″B 4°41′25″T / 40,656254°B 4,69016°T      | RI-51-0004560       | 15/01/1982           | Real Monasterio de Santa Ana · Upload image                                                              |
| Cung điện Abrantes                                         | Di tích Cung điện                                                                    | Ávila                                | 40°39′17″B 4°42′02″T / 40,654825°B 4,700523°T     | RI-51-0004618       | 17/03/1982           | Palacio de los Abrantes Palacio de los Dávila · Upload image                                             |
| Ávila#Arquitectura                                         | Khu phức hợp lịch sử                                                                 | Ávila                                | 40°39′23″B 4°42′01″T / 40,656462°B 4,700353°T     | RI-53-0000275       | 15/12/1982           | Conjunto Histórico Artístico de la Ciudad de Avila · Upload image                                        |
| Lưu trữ lịch sử Provincial Ávila#Edificio và instalaciones | Lưu trữ                                                                              | Ávila                                | 40°39′30″B 4°42′12″T / 40,65828°B 4,703259°T      | RI-AR-0000003       | 10/10/1995           | Edificio del Archivo Histórico Provincial · Upload image                                                 |
| Entorno Protección Nhà thờ San Juan (Ávila)                | Di tích Nhà thờ                                                                      | Ávila                                | 40°39′22″B 4°42′02″T / 40,656073°B 4,700526°T     | RI-51-0004846-00001 | 13/06/1991           | Entorno de Protección de la Iglesia Parroquial de San Juan · Upload image                                |
| Nhà thờ San Juan (Ávila)                                   | Di tích Nhà thờ                                                                      | Ávila                                | 40°39′22″B 4°42′02″T / 40,656073°B 4,700526°T     | RI-51-0004846       | 13/04/1983           | Iglesia Parroquial de San Juan (Ávila) · Upload image                                                    |
| Dolmen Prado Cruces                                        | Khu khảo cổ                                                                          | Ávila Bernuy Salinero                | 40°40′22″B 4°36′10″T / 40,67265°B 4,602876°T      | RI-55-0000401       | 31/08/1995           | Yacimiento Arqueológico Dolmen del Prado de las Cruces · Upload image                                    |
| Nhà thờ parroquial Santiago (Ávila)                        | Di tích Nhà thờ                                                                      | Ávila                                | 40°39′10″B 4°41′57″T / 40,65265°B 4,699274°T      | RI-51-0004847       | 13/04/1983           | Iglesia Parroquial de Santiago (Ávila) · Upload image                                                    |
| Antiguas Tenerías Arrabal San Segundo                      | Khu vực lịch sử                                                                      | Ávila                                | 40°39′29″B 4°42′30″T / 40,657943°B 4,708216°T     | RI-54-0000240       |                      | Antiguas Tenerías del Arrabal de San Segundo · Upload image                                              |
| Torreón Guzmanes                                           | Di tích Tháp                                                                         | Ávila                                | 40°39′19″B 4°42′05″T / 40,655378°B 4,701499°T     | RI-51-0004804       | 09/02/1983           | Torreón de los Guzmanes Torreón de los Muxicas, de Oñate y Crescende · Upload image                      |
| Nhà hoang San Martín                                       | Di tích Nơi hẻo lánh                                                                 | Ávila                                | 40°39′36″B 4°42′03″T / 40,660067°B 4,70092°T      | RI-51-0004906       | 29/06/1983           | Ermita de San Martín · Upload image                                                                      |
| Delimitación entorno protección Tu viện Encarnación        | Di tích Tu viện                                                                      | Ávila                                | 40°39′46″B 4°41′57″T / 40,662882°B 4,699305°T     | RI-51-0004952-00001 | 30/07/1998           | Delimitación de entorno de protección del Monasterio de la Encarnación · Upload image                    |
| Tu viện Encarnación (Ávila)                                | Di tích Tu viện                                                                      | Ávila                                | 40°39′45″B 4°41′58″T / 40,662581°B 4,69952°T      | RI-51-0004952       | 13/10/1983           | Monasterio de la Encarnación (Delimitación de Entorno 30/07/1998) · Upload image                         |
| Vương cung thánh đường San Vicente (Ávila)                 | Di tích Nhà thờ                                                                      | Ávila                                | 40°39′29″B 4°41′46″T / 40,658007°B 4,69599°T      | RI-51-0000031       | 26/07/1882           | Iglesia de los Santos Mártires Vicente, Sabina y Cristeta · Upload image                                 |
| Tường Ávila                                                | Di tích Tường thành                                                                  | Ávila                                | 40°39′31″B 4°42′17″T / 40,658748°B 4,704788°T     | RI-51-0000036       | 24/03/1884           | Las Murallas de Ávila · Upload image                                                                     |
| Iglesia-convento Santa Teresa                              | Di tích Nhà thờ                                                                      | Ávila                                | 40°39′20″B 4°42′10″T / 40,655419°B 4,702712°T     | RI-51-0000051       | 04/01/1886           | Iglesia-convento de Santa Teresa · Upload image                                                          |
| Ávila#Nhà thờ San Pedro                                    | Di tích Nhà thờ                                                                      | Ávila                                | 40°39′15″B 4°41′43″T / 40,65419°B 4,695282°T      | RI-51-0000135       | 30/05/1914           | Iglesia de San Pedro (Ávila) · Upload image                                                              |
| Nhà thờ chính tòa Ávila                                    | Di tích Catedral                                                                     | Ávila                                | 40°39′21″B 4°41′50″T / 40,655802°B 4,697138°T     | RI-51-0000138       | 31/10/1914           | Catedral del Salvador (Ávila) · Upload image                                                             |
| Nhà hoang San Segundo Río Adaja                            | Di tích Nơi hẻo lánh                                                                 | Ávila                                | 40°39′32″B 4°42′27″T / 40,658878°B 4,707588°T     | RI-51-0000246       | 23/06/1923           | Ermita de San Segundo del Río Adaja · Upload image                                                       |
| Nhà thờ San Andrés (Ávila)                                 | Di tích Nhà thờ                                                                      | Ávila                                | 40°39′34″B 4°41′43″T / 40,659472°B 4,695373°T     | RI-51-0000247       | 23/06/1923           | Iglesia de San Andrés (Ávila) · Upload image                                                             |
| Tàn tích Nhà thờ Santo Domingo                             | Di tích Nhà thờ                                                                      | Ávila                                | 40°39′19″B 4°41′06″T / 40,655371°B 4,68513°T      | RI-51-0000248       | 23/05/1923           | Restos de la Iglesia de Santo Domingo · Upload image                                                     |
| Cung điện Virrey Blasco Nuñez Vela                         | Di tích Cung điện                                                                    | Ávila                                | 40°39′19″B 4°42′12″T / 40,655183°B 4,703264°T     | RI-51-0000249       | 23/06/1923           | Palacio del Virrey Blasco Nuñez Vela · Upload image                                                      |
| Real Tu viện Santo Tomás (Ávila)                           | Di tích Tu viện                                                                      | Ávila                                | 40°39′01″B 4°41′20″T / 40,650381°B 4,688888°T     | RI-51-0000381       | 03/06/1931           | Convento de Santo Tomás · Upload image                                                                   |
| Tu viện San Francisco (Ávila)                              | Di tích Tu viện                                                                      | Ávila                                | 40°39′37″B 4°41′32″T / 40,66016°B 4,69236°T       | RI-51-0000382       | 03/06/1931           | Convento de San Francisco (Ávila) · Upload image                                                         |
| Conveto Madres Clarisas                                    | Di tích Tu viện                                                                      | Ávila                                | 40°39′17″B 4°41′22″T / 40,654594°B 4,689462°T     | RI-51-0001195       | 24/10/1991           | Convento de las Madres Clarisas Las Gordillas · Upload image                                             |
| Bảo tàng Provincial Bellas Artes (Ávila)                   | Di tích Bảo tàng                                                                     | Ávila                                | 40°39′23″B 4°41′45″T / 40,656376°B 4,695873°T     | RI-51-0001306       | 01/03/1962           | Museo Provincial de Bellas Artes o "Palacio Deanes" · Upload image                                       |
| Nhà thờ Santo Tomé Viejo                                   | Di tích Nhà thờ                                                                      | Ávila                                | 40°39′22″B 4°41′44″T / 40,656026°B 4,695645°T     | RI-51-0001456       | 07/09/1963           | Iglesia de Santo Tomé El Viejo · Upload image                                                            |
| Tu viện San José (Ávila)                                   | Di tích Tu viện                                                                      | Ávila                                | 40°39′19″B 4°41′32″T / 40,655241°B 4,692214°T     | RI-51-0003796       | 11/05/1968           | Convento de San José o "Convento de las Madres" · Upload image                                           |
| Capilla Mosén Rubí                                         | Di tích Nhà thờ                                                                      | Ávila                                | 40°39′28″B 4°42′00″T / 40,657722°B 4,699922°T     | RI-51-0004835       | 25/03/1983           | Capilla de Mosén Rubí · Upload image                                                                     |
| Bảo tàng Prado#Palacio los.C3.81guila.28.C3.81vila.29      | Di tích Cung điện                                                                    | Ávila                                | 40°39′27″B 4°41′55″T / 40,657387°B 4,69867°T      | RI-51-0003832       | 16/10/1969           | Palacio de los Águila, "Palacio de Torres Arias" o "Palacio de los Duques de Valencia" · Upload image    |
| Cung điện Polentinos                                       | Di tích Cung điện                                                                    | Ávila                                | 40°39′24″B 4°42′10″T / 40,656767°B 4,702881°T     | RI-51-0006815       | 17/12/1999           | Palacio de Polentinos · Upload image                                                                     |
| Nhà hoang Nuestra Señora Vacas                             | Di tích Nơi hẻo lánh                                                                 | Ávila                                | 40°39′09″B 4°41′37″T / 40,652623°B 4,69349°T      | RI-51-0006816       | 09/04/1992           | Ermita de Nuestra Señora de las Vacas · Upload image                                                     |
| Mansión Velada                                             | Di tích Nhà                                                                          | Ávila                                | 40°39′23″B 4°41′53″T / 40,656355°B 4,698098°T     | RI-51-0007335       | 18/11/1992           | Mansión de los Velada Torreón de los Aboín · Upload image                                                |
| Cung điện Rey Niño                                         | Di tích Nhà                                                                          | Ávila                                | 40°39′24″B 4°41′49″T / 40,656556°B 4,697037°T     | RI-51-0007336       | 18/11/1992           | Edificio del Episcopio, "Antiguo Palacio Viejo, Palacio Episcopal o Palacio del Rey Niño" · Upload image |
| Cung điện Superunda                                        | Di tích Cung điện                                                                    | Ávila                                | 40°39′18″B 4°42′06″T / 40,654941°B 4,701794°T     | RI-51-0007341       | 23/12/1992           | Palacio de los Superunda · Upload image                                                                  |
| Cung điện Almarza                                          | Di tích Cung điện                                                                    | Ávila                                | 40°39′18″B 4°42′08″T / 40,655102°B 4,702138°T     | RI-51-0007342       | 26/11/1992           | Palacio de los Almarza · Upload image                                                                    |
| Nhà thờ Inmaculada Concepción (Becedas)                    | Di tích Nhà thờ                                                                      | Becedas                              | 40°24′17″B 5°38′03″T / 40,404771°B 5,634248°T     | RI-51-0004817       | 23/02/1983           | Upload image                                                                                             |
| Nhà thờ San Martín (Bonilla Sierra)                        | Di tích Nhà thờ                                                                      | Bonilla de la Sierra                 | 40°31′52″B 5°15′54″T / 40,530975°B 5,265026°T     | RI-51-0000393       | 03/06/1931           | Iglesia de San Martín (Bonilla de la Sierra) · Upload image                                              |
| Bonilla Sierra#Monumentos interés                          | Khu phức hợp lịch sử                                                                 | Bonilla de la Sierra                 | 40°31′50″B 5°15′52″T / 40,530437°B 5,264533°T     | RI-53-0000290       | 04/05/1983           | Conjunto Histórico Artístico de la Villa de Bonilla de la Sierra · Upload image                          |
| Abadía Nhà thờ Nuestra Señora Asunción                     | Di tích Abadía                                                                       | Burgohondo                           | 40°24′58″B 4°47′09″T / 40,416036°B 4,785876°T     | RI-51-0004902       | 22/06/1983           | Upload image                                                                                             |
| Nhà thờ parroquial Cabezas Villar                          | Di tích Kiến trúc tôn giáo Thời gian: Thế kỷ 16                                      | Cabezas del Villar                   | 40°42′58″B 5°12′42″T / 40,716234°B 5,211738°T     | RI-51-0010436       | 15/04/1999           | Iglesia Parroquial · Upload image                                                                        |
| Nhà thờ Nuestra Señora Asunción (Candeleda)                | Di tích Nhà thờ                                                                      | Candeleda                            | 40°09′16″B 5°14′32″T / 40,154397°B 5,242113°T     | RI-51-0001193       | 24/10/1991           | Iglesia de Nuestra Señora de la Asunción (Candeleda) · Upload image                                      |
| Castro Raso                                                | Khu khảo cổ                                                                          | Candeleda                            | 40°10′58″B 5°21′29″T / 40,182696°B 5,357972°T     | RI-55-0000396       | 07/04/1994           | Castro del Raso · Upload image                                                                           |
| Las Cogotas                                                | Di tích Castro                                                                       | Cardeñosa                            | 40°43′41″B 4°42′04″T / 40,727927°B 4,701076°T     | RI-51-0000383       | 03/06/1931           | Despoblado de las Cogotas · Upload image                                                                 |
| Las Cogotas                                                | Khu khảo cổ                                                                          | Cardeñosa                            | 40°43′41″B 4°42′04″T / 40,727927°B 4,701076°T     | RI-55-0000902       |                      | Delimitación zona arqueológica Castro de las Cogotas · Upload image                                      |
| Nhà thờ Santiago (Cebreros)                                | Di tích Nhà thờ                                                                      | Cebreros                             | 40°27′19″B 4°27′50″T / 40,455165°B 4,463886°T     | RI-51-0001197       | 17/10/1991           | Iglesia Parroquial de Santiago (Cebreros) · Upload image                                                 |
| Cung điện Quexigal                                         |                                                                                      | Cebreros                             | 40°27′26″B 4°21′11″T / 40,457152°B 4,353021°T     | RI-51-0007017       | 19/12/1991           | Upload image                                                                                             |
| Castro Mesa Miranda                                        | Khu khảo cổ                                                                          | Chamartín                            | 40°43′15″B 4°56′47″T / 40,720751°B 4,946359°T     | RI-55-0000707       |                      | Castro de la Mesa de Miranda · Upload image                                                              |
| Nhà thờ Mayor Asunción Nuestra Señora                      | Di tích Nhà thờ                                                                      | El Barco de Ávila                    | 40°21′26″B 5°31′25″T / 40,357113°B 5,523521°T     | RI-51-0000392       | 03/06/1931           | Iglesia Mayor de la Asunción de Nuestra Señora · Upload image                                            |
| Toros Guisando                                             |                                                                                      | El Tiemblo Khu vực lịch sử           | 40°21′38″B 4°26′30″T / 40,360642°B 4,441665°T     | RI-54-0000010       | 05/02/1954           | Toros de Guisando, terreno que ocupan · Upload image                                                     |
| Tu viện San Jerónimo Guisando                              | Khu vực lịch sử                                                                      | El Tiemblo                           | 40°21′42″B 4°27′20″T / 40,36156°B 4,455625°T      | RI-54-0000011       | 05/02/1954           | Monasterio San Jerónimo de Guisando con Jardínes, Ermita y Cueva · Upload image                          |
| Nhà thờ San Cipriano (Fontiveros)                          | Di tích Nhà thờ                                                                      | Fontiveros                           | 40°55′49″B 4°58′03″T / 40,93028°B 4,967592°T      | RI-51-0001124       | 26/05/1943           | Iglesia Parroquial de Fontiveros · Upload image                                                          |
| Nhà thờ Asunción Nuestra Señora (Fuente Sauz)              | Di tích Nhà thờ                                                                      | Fuente el Saúz                       | 40°58′39″B 4°54′32″T / 40,97755°B 4,909017°T      | RI-51-0004976       | 16/11/1983           | Iglesia de la Asunción de Nuestra Señora (Fuente el Sauz) · Upload image                                 |
| Guisando#Turismo                                           | Khu phức hợp lịch sử                                                                 | Guisando, Tây Ban Nha                | 40°13′21″B 5°08′26″T / 40,222511°B 5,140443°T     | RI-53-0000205       | 23/04/1976           | Conjunto Histórico Artístico de la Villa de Guisando y su Entorno · Upload image                         |
| Tu viện Santo Domingo và San Pablo                         | Di tích Tu viện                                                                      | Las Navas del Marqués                | 40°36′12″B 4°19′53″T / 40,603206°B 4,331256°T     | RI-51-0004590       | 12/02/1982           | Convento de San Pablo (Las Navas del Marqués) · Upload image                                             |
| Castillo-Palacio Magalia                                   | Di tích Lâu đài                                                                      | Las Navas del Marqués                | 40°36′13″B 4°19′32″T / 40,603646°B 4,325613°T     | RI-51-0000387       | 03/06/1931           | Castillo-palacio (Palacio de Magalia) Isabel la Católica · Upload image                                  |
| Tu viện San Agustín (Madrigal Altas Torres)                | Di tích Tu viện                                                                      | Madrigal de las Altas Torres         | 41°05′13″B 4°59′45″T / 41,087022°B 4,995843°T     | RI-51-0011173       | 22/02/2007           | Convento de San Agustín (Madrigal de las Altas Torres) · Upload image                                    |
| Nhà Natal Isabel Católica                                  | Di tích Nhà                                                                          | Madrigal de las Altas Torres         | 41°05′22″B 4°59′47″T / 41,089578°B 4,996251°T     | RI-51-0001119       | 21/09/1942           | Casa Natal de Isabel la Católica · Upload image                                                          |
| Bệnh viện Purísima Concepción                              | Di tích Bệnh viện                                                                    | Madrigal de las Altas Torres         | 41°05′13″B 4°59′51″T / 41,086858°B 4,997408°T     | RI-51-0004816       | 23/02/1983           | Hospital de la Purísima Concepción Hospital Real. Hospital de Juan II. · Upload image                    |
| Recinto Murado (Madrigal Altas Torres)                     | Di tích Tường thành                                                                  | Madrigal de las Altas Torres         | 41°05′14″B 5°00′01″T / 41,087343°B 5,000358°T     | RI-51-0000385       | 03/06/1931           | Recinto Murado (Madrigal de las Altas Torres) · Upload image                                             |
| Nhà thờ San Nicolás Bari (Madrigal Altas Torres)           | Di tích Nhà thờ                                                                      | Madrigal de las Altas Torres         | 41°05′23″B 4°59′53″T / 41,089818°B 4,997976°T     | RI-51-0000391       | 03/06/1931           | Iglesia de San Nicolás de Bari (Madrigal de las Altas Torres) · Upload image                             |
| Nhà thờ Santa María Lâu đài (Madrigal Altas Torres)        | Di tích Nhà thờ                                                                      | Madrigal de las Altas Torres         | 41°05′22″B 4°59′58″T / 41,089454°B 4,999532°T     | RI-51-0007093       | 13/06/1991           | Iglesia de Santa María del Castillo (Madrigal de las Altas Torres) · Upload image                        |
| Lâu đài Manqueospese                                       | Di tích Lâu đài                                                                      | Mironcillo                           | 40°32′04″B 4°50′20″T / 40,534361°B 4,838868°T     | RI-51-0000386       | 03/06/1931           | Castillo de Aunqueospese · Upload image                                                                  |
| Bệnh viện San Andrés (Mombeltrán)                          | Di tích Bệnh viện                                                                    | Mombeltrán                           | 40°15′27″B 5°01′06″T / 40,257395°B 5,018331°T     | RI-51-0004208       | 09/01/1976           | Hospital de Peregrinos · Upload image                                                                    |
| Nhà thờ San Juan Bautista (Mombeltrán)                     | Di tích Nhà thờ                                                                      | Mombeltrán                           | 40°15′35″B 5°01′06″T / 40,259595°B 5,018372°T     | RI-51-0004589       | 01/02/1982           | Iglesia de San Juan Bautista (Mombeltrán) · Upload image                                                 |
| Pared Moros                                                | Khu khảo cổ                                                                          | Niharra                              | 40°34′58″B 4°51′35″T / 40,582836°B 4,859617°T     | RI-55-0000458       | 03/04/1996           | Yacimiento Pared de los Moros · Upload image                                                             |
| Nhà thờ San Juan Bautista (Palacios Goda)                  | Di tích Kiến trúc tôn giáo Thời gian: Thế kỷ 16                                      | Palacios de Goda                     | 41°07′03″B 4°47′03″T / 41,117442°B 4,784226°T     | RI-51-0009344       | 16/04/1998           | Iglesia Parroquial de San Juan Bautista · Upload image                                                   |
| Piedrahíta                                                 | Di tích Nhà                                                                          | Piedrahíta                           | 40°27′45″B 5°19′36″T / 40,462386°B 5,326594°T     | RI-51-0007396       | 11/03/1993           | Upload image                                                                                             |
| Piedrahíta (Ávila)#Monumentos                              | Khu phức hợp lịch sử                                                                 | Piedrahíta                           | 40°27′48″B 5°19′38″T / 40,463425°B 5,327268°T     | RI-53-0000647       | 10/01/2008           | Conjunto Histórico Artístico de la Ciudad de Piedrahíta · Upload image                                   |
| Piedrahíta                                                 | Di tích Cung điện                                                                    | Piedrahíta                           | 40°27′44″B 5°19′33″T / 40,462215°B 5,325827°T     | RI-51-0008269       | 07/07/1993           | Palacio de los Duques de Alba · Upload image                                                             |
| Nhà thờ và Tháp Santiago Apóstol                           | Di tích Nhà thờ                                                                      | Puerto Castilla Santiago de Aravalle | 40°18′19″B 5°37′11″T / 40,305178°B 5,619832°T     | RI-51-0004545       | 18/12/1981           | Upload image                                                                                             |
| Nhà thờ Parroquial San Esteban Valle                       | Di tích Nhà thờ                                                                      | San Esteban del Valle                | 40°16′29″B 4°58′49″T / 40,274805°B 4,980252°T     | RI-51-0004722       | 15/10/1982           | Iglesia Parroquial de San Esteban del Valle · Upload image                                               |
| Nhà thờ San Juan Bautista (San Juan Encinilla)             | Di tích Nhà thờ                                                                      | San Juan de la Encinilla             | 40°49′54″B 4°50′40″T / 40,831616°B 4,844339°T     | RI-51-0004659       | 18/06/1982           | Iglesia Parroquial de San Juan Bautista (San Juan de la Encinilla) · Upload image                        |
| Mộ Nuestra Señora Las Fuentes                              | Di tích Santuario                                                                    | San Juan del Olmo                    | 40°37′25″B 5°02′38″T / 40,623694°B 5,043884°T     | RI-51-0004984       | 30/11/1983           | Ermita de la Virgen de las Fuentes · Upload image                                                        |
| Nhà hoang Nuestra Señora Cubillo                           | Di tích Nơi hẻo lánh                                                                 | Santa María del Cubillo Aldeavieja   | 40°44′12″B 4°25′52″T / 40,73668957°B 4,43100928°T | RI-51-0004565       | 15/01/1982           | Ermita de Nuestra Señora del Cubillo · Upload image                                                      |
| Castro Ulaca                                               | Di tích Castro                                                                       | Solosancho                           | 40°31′47″B 4°53′08″T / 40,529659°B 4,885486°T     | RI-51-0000384       | 03/06/1931           | Despoblado de Ulaca · Upload image                                                                       |
| Castro Ulaca                                               | Khu khảo cổ                                                                          | Solosancho và Sotalbo                | 40°31′47″B 4°53′08″T / 40,529659°B 4,885486°T     | RI-55-0000431       | 02/02/1995           | Castro de Ulaca · Upload image                                                                           |

## Bienes protegidos genéricamente

### Castillos
| Tên                     | Dạng     | Địa điểm                        | Tọa độ                                        | Số hồ sơ tham khảo? | Ngày nhận danh hiệu? | Hình ảnh                                              |
| ----------------------- | -------- | ------------------------------- | --------------------------------------------- | ------------------- | -------------------- | ----------------------------------------------------- |
| Lâu đài Adrada          | Castillo | La Adrada                       |                                               |                     | 22/04/1949           | Castillo de La Adrada · Upload image                  |
| Lâu đài Arévalo         | Castillo | Arévalo                         |                                               |                     | 22/04/1949           | Castillo de Arévalo · Upload image                    |
| Lâu đài Manzaneros      | Castillo | Alamedilla del Berrocal         |                                               |                     | 22/04/1949           | Upload image                                          |
| Lâu đài Valdecorneja    | Castillo | El Barco de Ávila               |                                               |                     | 22/04/1949           | Castillo de Valdecorneja · Upload image               |
| Lâu đài Bonilla Sierra  | Castillo | Bonilla de la Sierra            |                                               |                     | 22/04/1949           | Upload image                                          |
| Lâu đài Zurraquín       | Castillo | Cabezas del Villar              |                                               |                     | 22/04/1949           | Upload image                                          |
| Lâu đài Mirón           | Castillo | El Mirón                        |                                               |                     | 22/04/1949           | Upload image                                          |
| Lâu đài Mombeltrán      | Lâu đài  | Mombeltrán                      | 40°15′26″B 5°01′06″T / 40,257248°B 5,018232°T | n/d                 | 22/04/1949           | Castillo de los Duques de Alburquerque · Upload image |
| Lâu đài Narros Saldueña | Castillo | Narros de Saldueña              |                                               |                     | 22/04/1949           | Castillo de Narros de Saldueña · Upload image         |
| Lâu đài Castronuevo     | Castillo | Rivilla de Barajas              |                                               |                     | 22/04/1949           | Upload image                                          |
| Lâu đài Villaviciosa    | Castillo | Solosancho Villaviciosa (Ávila) |                                               |                     | 22/04/1949           | Castillo de Villaviciosa · Upload image               |
| Lâu đài Villatoro       | Castillo | Villatoro                       |                                               |                     | 22/04/1949           | Castillo de Villatoro · Upload image                  |
| Lâu đài Serranos Torre  | Castillo | Zapardiel de la Cañada          |                                               |                     | 22/04/1949           | Upload image                                          |

### Pinturas rupestres
| Tên                           | Dạng               | Địa điểm    | Tọa độ | Số hồ sơ tham khảo? | Ngày nhận danh hiệu? | Hình ảnh     |
| ----------------------------- | ------------------ | ----------- | ------ | ------------------- | -------------------- | ------------ |
| Risco Zorrera                 | Pinturas rupestres | Candeleda   |        |                     | 25/06/1985           | Upload image |
| Finca Garoza                  | Pinturas rupestres | Muñogalindo |        |                     | 25/06/1985           | Upload image |
| Peñaguila                     | Pinturas rupestres | Muñogalindo |        |                     | 25/06/1985           | Upload image |
| Peña Mingubela                | Pinturas rupestres | Ojos-Albos  |        |                     | 25/06/1985           | Upload image |
| Nhà trú tạm Cabras            | Pinturas rupestres | Ojos-Albos  |        |                     | 25/06/1985           | Upload image |
| Los Castillejos (Sanchorreja) | Pinturas rupestres | Sanchorreja |        |                     | 25/06/1985           | Upload image |

### Rollos de justicia
| Tên                   | Dạng              | Địa điểm              | Tọa độ | Số hồ sơ tham khảo? | Ngày nhận danh hiệu? | Hình ảnh                               |
| --------------------- | ----------------- | --------------------- | ------ | ------------------- | -------------------- | -------------------------------------- |
| Rollo Arenal          | Rollo de justicia | El Arenal, Ávila      |        |                     | 14/03/1983           | Upload image                           |
| Rollo Arenas          | Rollo de justicia | Arenas de San Pedro   |        |                     | 14/03/1983           | Rollo de Arenas · Upload image         |
| Rollo Candeleda       | Rollo de justicia | Candeleda             |        |                     | 14/03/1983           | Rollo de Candeleda · Upload image      |
| Rollo Cebreros        | Rollo de justicia | Cebreros              |        |                     | 14/03/1983           | Upload image                           |
| Rollo Cepeda Mora     | Rollo de justicia | Cepeda la Mora        |        |                     | 14/03/1983           | Rollo de Cepeda la Mora · Upload image |
| Rollo Hang Valle      | Rollo de justicia | Cuevas del Valle      |        |                     | 14/03/1983           | Upload image                           |
| Rollo Guisando        | Rollo de justicia | Guisando, Tây Ban Nha |        |                     | 14/03/1983           | Rollo de Guisando · Upload image       |
| Rollo Hornillo        | Rollo de justicia | El Hornillo           |        |                     | 14/03/1983           | Rollo de El Hornillo · Upload image    |
| Rollo Mirón           | Rollo de justicia | El Mirón              |        |                     | 14/03/1983           | Upload image                           |
| Rollo Villarejo Valle | Rollo de justicia | Villarejo del Valle   |        |                     | 14/03/1983           | Upload image                           |